# ROMEA
ROMEA je česká nezisková organizace, jejímž primárním cílem je podpora boje proti rasismu, rozvíjení dodržování lidských práv, napomáhání k rozvoji demokracie a tolerance ve společnosti. Je to obecně prospěšná společnost, která vznikla 1. února 2014 změnou právní formy ze sdružení. Sdružení ROMEA bylo založeno 31. prosince 2002 Jarmilou Balážovou a Zdeňkem Ryšavým, který je ředitelem organizace. Cílem organizace ROMEA je přispět k rehabilitaci romství a romské menšiny.

## Činnost
Svoji činnost od počátku existence rozděluje do čtyř základních oblastí:
Mediální
Systematicky se zabývá monitorováním obrazů Romů v českých médiích a snahou o objektivizaci velmi špatné image této menšiny v ČR. Za deset let komunikačních a mediálních aktivit se spolek ROMEA podařilo vybudovat zpravodajský server Romea.cz. Měsíčník Romano voďi, který ROMEA, o. p. s. vydává, získal za jednu z kampaní pořádanou ve spolupráci s agenturou McCann Erickson Stříbrnou Effie za rok 2006 v oblasti sociální reklamy.
Vzdělávací
Druhý pilíř práce spolku ROMEA od počátku představuje oblast vzdělávací, jež zahrnuje práci se školáky (romskými i neromskými), jejich pedagogy, pozitivními vzory z řad menšin, již se aktivně zapojují do projektů. V neposlední řadě je součástí této oblasti publikační činnost, jejímž cílem je nabídnout další dostupné materiály pro děti nebo naopak učitele, které by jim měly pomoci získat další informace využitelné ve školství a snaze o inkluzivní přístup. ROMEA, o. s. administruje v ČR stipendijní program pro romské vysokoškolské studenty, jehož hlavním cílem je zvýšit prostřednictvím stipendií vzdělanostní úroveň romské menšiny. V letech 2004–2008 se spolek podílel na úspěšném projektu Equal, zaměřeného na vzdělávání a zaměstnávání pražských Romů.
V roce 2016 ROMEA spustila Stipendijní program pro romské studenty středních škol a vyšších odborných škol.
Lidskoprávní
Další činnosti organizace tvoří oblast lidskoprávní – konkrétně antidiskriminační projekty mající za cíl nejen shromažďovat takovéto případy, ale rovněž pomoci konkrétním obětem diskriminačního chování nebo násilí z nenávisti.
Sociální
K dalším projektům patřilo také zprostředkování pomoci a servisu osobám hůře zaměstnatelným (což výrazná část romské menšiny je) při hledání zaměstnání. V rámci těchto aktivit od roku 2010 ROMEA, o. p. s. ve spolupráci s IQ Roma servis, o. s. uděluje značku Ethnic Friendly zaměstnavatel podnikům, ale i nevládním organizacím či státním institucím, které samy od sebe ctí tradici rovného přístupu a zaměstnávají příslušníky vizuálně odlišných menšin nebo etnik.
ROMEA, o. p. s. za své aktivity získalo v roce 2010 ocenění Gypsy Spirit 2010 a v roce 2012 Cenu Alice Garrigue Masarykové, kterou uděluje Velvyslanectví USA v ČR. V roce 2013 postoupil zpravodajský server Romea.cz do finálového hlasování v anketě Křišťálová Lupa – Cena českého Internetu, který oceňuje nejoblíbenější a nejzajímavější projekty a služby českého Internetu.

### Odhalení novinářské kachny
9. února 2012 uveřejnily Parlamentní listy článek o založení „Evropské romské strany“, kterou ihned okradl její vlastní pokladník. Tuto zprávu převzala většina hlavních médií. Díky práci serveru Romea.cz ale později vyšlo najevo, že celá zpráva byla smyšlená. Parlamentní listy se následně za chybu omluvily a s autorem textu Václavem Prokůpkem ukončily spolupráci.

### Další investigativní činnost
ROMEA byla zpočátku jedinou organizací, která se hlouběji věnovala popisu událostí okolo incidentu v Žatci v roce 2016.